# Coenosia changjianga
Coenosia changjianga är en tvåvingeart som beskrevs av Xue 1997. Coenosia changjianga ingår i släktet Coenosia och familjen husflugor. Inga underarter finns listade i Catalogue of Life.